# Hubert Striebig

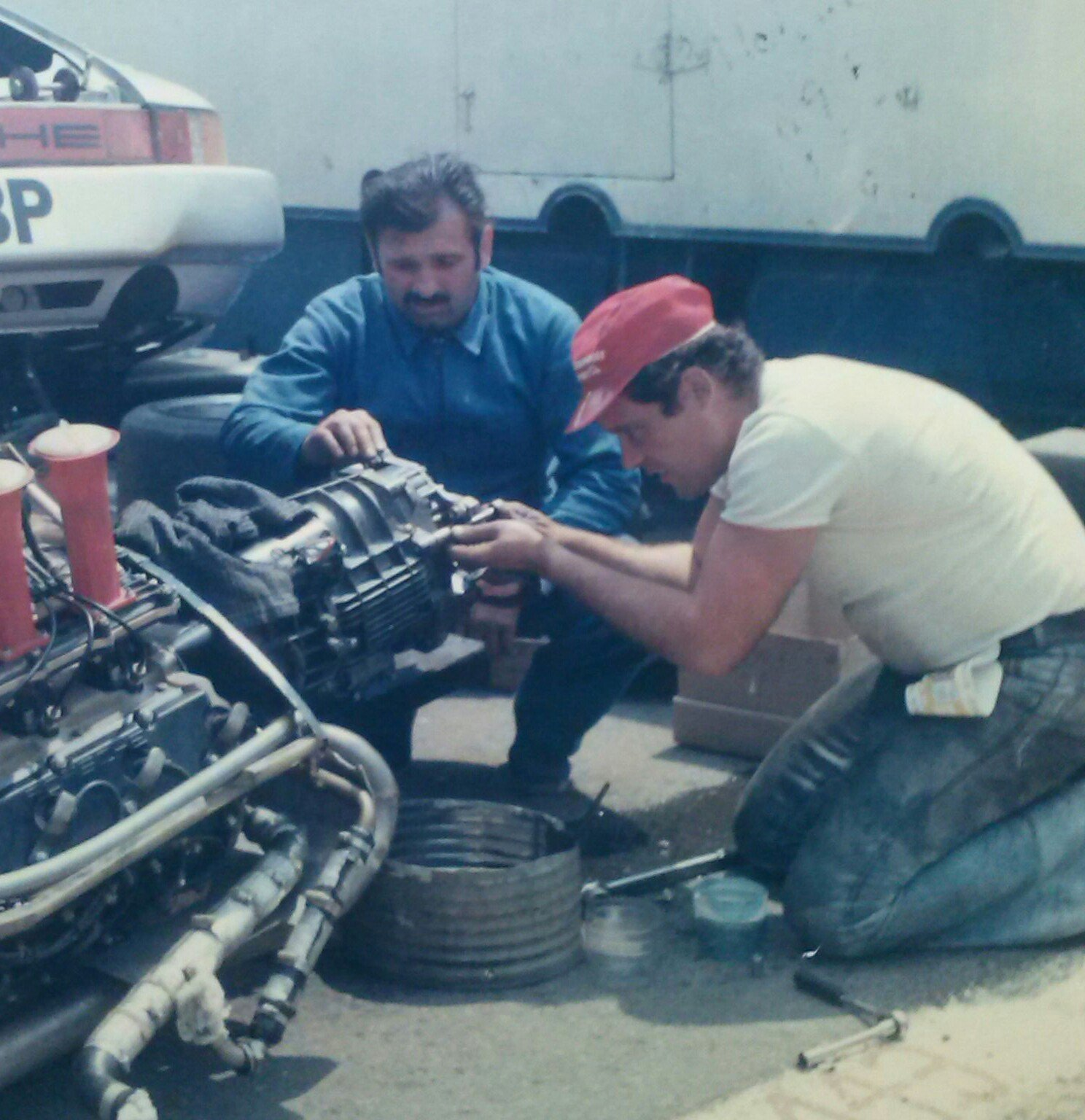
24-Stunden-Rennen von Le Mans 1975: Louis Meznarie (rechts) und ein Mechaniker arbeiten am Motor des Porsche 911 Carrera RSR von Hubert Striebig

Hubert Striebig (* 5. September 1939 in Wissembourg) ist ein ehemaliger französischer Automobilrennfahrer und Rennwagenkonstrukteur.

## Karriere
Striebig wurde in den 1970er-Jahren als Sportwagenfahrer bekannt. Er begann seine Karriere als Tourenwagen-Pilot und wechselte Mitte der 1970er-Jahre zu den Sportwagen. Versuche im Monopostosport scheiterten früh. Als 1982 auch ein letzter Versuch, in die Formel-2-Europameisterschaft einzusteigen fehlschlug, bestritt er weiter Sportwagenrennen.
1974 gab er sein Debüt beim 24-Stunden-Rennen von Le Mans auf einem Porsche 911. Seine beste Platzierung in Le Mans – wo er insgesamt zehnmal startete – war der elfte Gesamtrang 1976 auf einem Porsche 934.
Anfang der 1980er-Jahre begann er, eigene Rennwagen zu bauen. Bestückt mit einem 2-Liter-Motor von BMW setzte er diese Wagen – mehrmals auch in Le Mans – unter dem Namen Sthemo bei Sportwagenrennen ein. 

## Statistik

### Le-Mans-Ergebnisse
| Jahr | Team                      | Fahrzeug                | Teamkollege        | Teamkollege           | Teamkollege  | Platzierung   | Ausfallgrund                    |
| ---- | ------------------------- | ----------------------- | ------------------ | --------------------- | ------------ | ------------- | ------------------------------- |
| 1974 | Louis Meznarie            | Porsche 911 Carrera RSR | Hughes Kirschoffer | Jean-Louis Chateau    |              | Ausfall       | Unfall                          |
| 1975 | Louis Meznarie            | Porsche 911 Carrera RS  | Hughes Kirschoffer | Pierre Mauroy         |              | Rang 28       |                                 |
| 1976 | Louis Meznarie            | Porsche 934             | Hughes Kirschoffer | Anne-Charlotte Verney |              | Rang 11       |                                 |
| 1977 | Anne-Charlotte Verney BP  | Porsche 911 Carrera RSR | René Metge         | Anne-Charlotte Verney | Dany Snobeck | Rang 18       |                                 |
| 1979 | BP Racing Hubert Striebig | Toj SC206               | Hughes Kirschoffer | Alain Cudini          |              | Ausfall       | Benzinpumpe                     |
| 1980 | Hubert Striebig           | Toj SM01                | Michel Pignard     | Mario Ketterer        |              | Ausfall       | Zündung                         |
| 1982 | Michel Lateste            | URD C81                 | Michel Lateste     | Jacques Heuclin       |              | Ausfall       | Motorschaden                    |
| 1983 | Hubert Striebig           | Sthemo SM01             | Noël del Bello     | Jacques Heuclin       |              | Ausfall       | Motorschaden                    |
| 1984 | Hubert Striebig           | Sthemo SM C2            | Noël del Bello     | Jacques Heuclin       |              | Ausfall       | Getriebeschaden                 |
| 1985 | Ecurie Blanchet Locatop   | Rondeau M379            | Noël del Bello     | Michel Dubois         |              | Ausfall       | Aufhängung                      |
| 1986 | Porsche Kremer Racing     | Porsche 956             | Pierre Yver        | Max Cohen-Olivar      |              | zurückgezogen | tödlicher Unfall von Jo Gartner |

### Einzelergebnisse in der Sportwagen-Weltmeisterschaft
| Saison | Team                                      | Rennwagen                           | 1   | 2   | 3   | 4   | 5   | 6   | 7   | 8   | 9   | 10  | 11  | 12  | 13  | 14  | 15  | 16  | 17  |
| ------ | ----------------------------------------- | ----------------------------------- | --- | --- | --- | --- | --- | --- | --- | --- | --- | --- | --- | --- | --- | --- | --- | --- | --- |
| 1974   | Louis Meznarie Jean-Louis Chateau         | Porsche 911 Carrera RSR             | MON | SPA | NÜR | IMO | LEM | ZEL | WAT | LEC | BRH | KYA |     |     |     |     |     |     |     |
| 1974   | Louis Meznarie Jean-Louis Chateau         | Porsche 911 Carrera RSR             |     |     |     |     | DNF |     |     | 16  |     |     |     |     |     |     |     |     |     |
| 1976   | Louis Meznarie                            | Porsche 934 Porsche 911 Carrera RSR | MUG | VAL | NÜR | MON | SIL | IMO | NÜR | ZEL | PER | WAT | MOS | DIJ | DIJ | SAL |     |     |     |
| 1976   | Louis Meznarie                            | Porsche 934 Porsche 911 Carrera RSR |     | DNF |     |     | DNF |     |     |     |     |     |     | DNF |     |     |     |     |     |
| 1977   | Hubert Striebig                           | Porsche 911 Carrera RSR             | DAY | MUG | DIJ | MON | SIL | NÜR | VAL | PER | WAT | EST | LEC | MOS | IMO | SAL | BRH | HOK | VAL |
| 1977   | Hubert Striebig                           | Porsche 911 Carrera RSR             |     |     |     |     |     |     |     | 15  |     |     |     |     |     |     |     |     |     |
| 1978   | Anne-Charlotte Verney                     | Porsche 911 Carrera RSR             | DAY | SEB | MUG | TAL | DIJ | SIL | NÜR | LEM | MIS | DAY | WAT | VAL | ROD |     |     |     |     |
| 1978   | Anne-Charlotte Verney                     | Porsche 911 Carrera RSR             |     | 15  |     |     |     |     |     |     |     |     |     |     |     |     |     |     |     |
| 1979   | Hubert Striebig Daniel Brillat            | TOJ SC206 Cheetah G601              | DAY | SEB | MUG | TAL | DIJ | RIV | SIL | NÜR | LEM | PER | DAY | WAT | SPA | BRH | ROA | VAL | ELS |
| 1979   | Hubert Striebig Daniel Brillat            | TOJ SC206 Cheetah G601              |     |     |     |     |     |     |     |     | DNF |     |     |     |     |     |     | 13  |     |
| 1980   | Hubert Striebig                           | TOJ SM01                            | DAY | BRH | SEB | MUG | MON | RIV | SIL | NÜR | LEM | DAY | WAT | SPA | MOS | ROA | VAL | DIJ |     |
| 1980   | Hubert Striebig                           | TOJ SM01                            |     |     |     |     |     |     |     |     | DNF |     |     |     |     |     |     | DNF |     |
| 1982   | Michel Lateste                            | URD C81                             | MON | SIL | NÜR | LEM | SPA | MUG | FUJ | BRH |     |     |     |     |     |     |     |     |     |
| 1982   | Michel Lateste                            | URD C81                             | DNF |     |     |     |     |     |     |     |     |     |     |     |     |     |     |     |     |
| 1983   | Hubert Striebig                           | Sthemo SM01                         | MON | SIL | NÜR | LEM | SPA | FUJ | KYA |     |     |     |     |     |     |     |     |     |     |
| 1983   | Hubert Striebig                           | Sthemo SM01                         | DNF |     |     |     |     |     |     |     |     |     |     |     |     |     |     |     |     |
| 1984   | Hubert Striebig                           | Sthemo SMC2                         | MON | SIL | LEM | NÜR | BRH | MOS | SPA | IMO | FUJ | KYA | SAN |     |     |     |     |     |     |
| 1984   | Hubert Striebig                           | Sthemo SMC2                         |     |     | DNF | DNF |     |     | DNF | DNF |     |     |     |     |     |     |     |     |     |
| 1985   | Ecurie Blanchet                           | Rondeau M379                        | MUG | MON | SIL | LEM | HOK | MOS | SPA | BRH | FUJ | SEL |     |     |     |     |     |     |     |
| 1985   | Ecurie Blanchet                           | Rondeau M379                        |     |     |     | DNF | DNF |     |     |     |     |     |     |     |     |     |     |     |     |
| 1986   | Kremer Racing Automobiles Louis Descartes | Porsche 956 ALD 02                  | MON | SIL | LEM | NÜN | BRH | JER | NÜR | SPA | FUJ |     |     |     |     |     |     |     |     |
| 1986   | Kremer Racing Automobiles Louis Descartes | Porsche 956 ALD 02                  |     |     | DNF |     |     |     | 14  | DNF |     |     |     |     |     |     |     |     |     |